# アルトゥール・ラシザデ
アルトゥール・タヒール＝オグル・ラシザデ（アゼルバイジャン語: Artur Tahir oğlu Rasizadə, ラテン文字転写: 、1935年 - ）は、アゼルバイジャンの政治家。同国首相を2期務めた。1期目終了後の3ヶ月後に再び首相に復帰しており、1996年から2018年まで約21年半を首相として勤め上げた。

## 経歴
ギャンジャ出身。アゼルバイジャン・ソビエト社会主義共和国時代は長年アゼルバイジャン共産党に所属。1996年7月20日からアゼルバイジャンの首相を務めた。2003年8月4日に辞任。健康上というのが表向きの理由だが、ヘイダル・アリエフ大統領の息子イルハム・アリエフを首相に就かせるのが狙いだった。首相がイルハムに代わった後も実質的に首相の職務を果たし、同年11月4日にイルハムが大統領に就任すると共に正式に首相に復帰、2018年まで務めた。